# Дегунинский проезд
Дегу́нинский прое́зд — проезд, расположенный в Северном административном округе города Москвы на территории Бескудниковского района и района Восточное Дегунино.

## История
Проезд носит своё название с 1994 года. Оно связано с бывшей деревней Дегунино.

## Расположение
Дегунинский проезд начинается от Бескудниковского бульвара и упирается в ТЦ «Кар-Трейд», по пути пересекаясь с Дубнинской улицей.
К этому проезду не относится ни один жилой дом или административное здание.

## Транспорт
На самом проезде есть один остановочный пункт — «Дегунинский проезд» (ранее «АТС»). На нём останавливается автобус № 466.

### Метро
- В 2018 году недалеко от проезда (у Дмитровского шоссе) открыли станцию метро «Верхние Лихоборы» Люблинско-Дмитровской линии.

### Железнодорожный транспорт
- Платформа «Дегунино» Савёловского направления МЖД — у восточного конца проезда.